# Едуард Дрансфельд
Едуард Дрансфельд (нім. Eduard Dransfeld; 6 листопада 1883, Бествіг — 22 січня 1964, Грос-Роргайм) — німецький офіцер, генерал авіації. 

## Біографія
15 березня 1905 року вступив у 88-й піхотний полк. Закінчив військове училище в Глогау (1907), пройшов льотну підготовку (1912). З 1912 року служив в авіаційних частинах. Учасник Першої світової війни, з 10 грудня 1915 року — командир 66-го польового авіаційного з'єднання, з 1 квітня 1916 року — 5-ї бомбардувальної ескадрильї 1-ї ескадри. 7 липня 1916 року очолив 2-й армійський авіаційний парк, 16 березня 1918 року — авіаційне депо «Південь». 1 травня 1918 року переведений у відомство генерал-фельдцойхмайстера авіації.
Після демобілізації армії залишений в рейхсвері, служив в автомобільних частинах, командир роти. З 1 листопада 1934 року — командир 6-го автотранспортного батальйону, з 1 серпня 1934 року — інспектор автомобільних частин в штабі командування 2-ї групи сухопутних військ. Запрошений Германом Герінгом в люфтваффе для організації автомобільних підрозділів і 1 квітня 1935 року призначений інспектором автомобільних частин люфтваффе. 1 жовтня 1941 року переведений в резерв, а 31 травня 1943 року звільнений у відставку. 11 червня 1945 року заарештований військовою владою союзників. 27 лютого 1947 року звільнений.

## Звання
- Фанен-юнкер (15 березня 1905)
- Фенріх (19 жовтня 1905)
- Лейтенант (18 серпня 1907)
- Оберлейтенант (15 лютого 1913)
- Гауптман (18 червня 1915)
- Майор (1 лютого 1928)
- Оберстлейтенант (1 червня 1932)
- Оберст (1 серпня 1934)
- Генерал-майор (1 жовтня 1936)
- Генерал-лейтенант (1 жовтня 1938)
- Генерал авіації запасу (18 вересня 1939)
- Генерал авіації (1 жовтня 1940)

## Нагороди
- Залізний хрест 2-го і 1-го класу
- Нагрудний знак пілота-спостерігача (Пруссія)
- Нагрудний знак військового пілота (Пруссія)[1]
- Орден Альберта (Саксонія), лицарський хрест 2-го класу з мечами
- Хрест «За військові заслуги» (Австро-Угорщина) 3-го класу з військовою відзнакою
- Військова медаль (Османська імперія)
- Почесний хрест ветерана війни з мечами
- Медаль «За вислугу років у Вермахті» 4-го, 3-го, 2-го і 1-го класу (25 років)